# Gardyny (gromada)
Gardyny – dawna gromada, czyli najmniejsza jednostka podziału terytorialnego Polskiej Rzeczypospolitej Ludowej w latach 1954–1972.
Gromady, z gromadzkimi radami narodowymi (GRN) jako organami władzy najniższego stopnia na wsi, funkcjonowały od reformy reorganizującej administrację wiejską przeprowadzonej jesienią 1954 do momentu ich zniesienia z dniem 1 stycznia 1973, tym samym wypierając organizację gminną w latach 1954–1972.
Gromadę Gardyny z siedzibą GRN w Gardynach utworzono – jako jedną z 8759 gromad na obszarze Polski – w powiecie nidzickim w woj. olsztyńskim na mocy uchwały nr 19 WRN w Olsztynie z dnia 4 października 1954. W skład jednostki weszły obszary dotychczasowych gromad Browina, Gardyny, Kamionki, Łogdowo, Osiekowo i Turowo ze zniesionej gminy Szkotowo w powiecie nidzickim, a także miejscowości Turówko i Wronowo z dotychczasowej gromady Turówko ze zniesionej gminy Waplewo w powiecie ostródzkim w tymże województwie. Dla gromady ustalono 10 członków gromadzkiej rady narodowej.
Gromadę zniesiono 31 grudnia 1961, a jej obszar włączono do gromad Dziurdziewo (wieś Kamionka) i Szkotowo (wsie Gardyny, Łogdowo, Osiekowo, Turowo i Turówek oraz PGR-y Borowina i Dąbrowo) w tymże powiecie.